# پاترز بار
پاترز بار (به انگلیسی: Potters Bar) یک شهرک در بریتانیا است که در انگلستان واقع شده‌است. پاترز بار ۲۱٬۶۳۹ نفر جمعیت دارد.

## خواهرخوانده
شهرهای فرانکونویل، ول-دوآز و فیرنهایم خواهرخوانده‌های پاترز بار هستند.